# Babu (Hezhou)
Babu (chinesisch 八步区, Pinyin Bābù Qū; Zhuang Bahbu Gih) ist ein chinesischer Stadtbezirk im Autonomen Gebiet Guangxi der Zhuang-Nationalität. Babu gehört zum Verwaltungsgebiet der bezirksfreien Stadt Hezhou. Er hatte vor der Schaffung Pingguis aus Teilen Babus und Zhongshans eine Fläche von 3.643 km² und zählt 654.200 Einwohner (Stand: Ende 2018).

## Administrative Gliederung
Auf Gemeindeebene setzt sich der Stadtbezirk aus zwei Straßenvierteln, siebzehn Großgemeinden und zwei Gemeinden (beide der Yao) zusammen.